# Patricia Daley
Patricia O. Daley est une géographe et universitaire britannique d'origine jamaïcaine, spécialiste de l'Afrique, des migrations forcées et de l'écologie politique. Elle est professeure de géographie humaine de l'Afrique à l'Université d'Oxford et membre du Jesus College d'Oxford.

## Biographie et formation
Patricia Daley naît et grandit dans la Jamaïque rurale. À 12 ans elle immigre au Royaume-Uni. Elle est scolarisée à Hackney, à Londres. Adolescente elle vit dans le lotissement de Pembury Estate.
Patricia Daley est la première de sa famille à réaliser des études supérieures. Elle obtient un Bachelor of Science à Middlesex Polytechnic,. Elle suit ensuite un cursus postgraduate au Goldsmiths College et à la School of Oriental and African Studies, toutes deux faisant partie de l'université de Londres. Elle obtient un Master of Arts et un Postgraduate Certificate in Education. 

La thèse de Patricia Daley porte sur la Tanzanie.

Elle prépare son doctorat à l'Université d'Oxford. Elle achève en 1989 une thèse intitulée « Réfugiés et sous-développement en Afrique : le cas des réfugiés Barundi en Tanzanie ».

## Carrière académique
Patricia Daley enseigne au Dartmouth College et à l'Université de Loughborough. En 1996, elle commence à enseigner à l'université d'Oxford, où elle est nommée University Lecturer en géographie humaine et rejoint le Pembroke College,. 

Armoiries du Jesus College d'Oxford duquel Patricia Daley est membre.

Elle devient ensuite membre du Jesus College d'Oxford.  
Patricia Daley devient professeure de géographie humaine de l'Afrique en septembre 2016.
Elle est la première personne noire à être nommée University Lecturer et la première personne noire à être nommée professeure à l'université d'Oxford.

### Responsabilités académiques et éditoriales
Au Jesus College, Patricia Daley occupe les fonctions de tutrice pour les femmes de 1998 à 2004 et tutrice pour les admissions de 1999 à 2002. Elle est Assessor (en) pour l'année universitaire 2015-2016, et Jesus College’s Vice-Principal en 2020.
Elle participe à la création du réseau Black and Minority Ethnic (BME) à l'université d'Oxford, dédié au personnel de l'université issu de minorités raciales.
Elle est membre du comité éditorial de la revue scientifique Gender Place and Culture et co-éditrice de la revue Africa World Review.

## Travaux
Patricia Daley est spécialiste de l'Afrique. Elle travaille notamment sur la région des Grands Lacs mais aussi sur les Afro-descendants, par exemple au Royaume-Uni. Elle s'intéresse aux questions de paix et de guerre et génocides dans cette région, et étudie les rapports de genre et de race et ethnicité. Elle est critique vis-à-vis de l'aide humanitaire en Afrique. 

Patricia Daley travaille sur l'Afrique des Grands Lacs.

### Génocides et perspectives de paix dans l'Afrique des Grands Lacs
Patricia Daley commence à travailler sur l'Afrique de l'Est et l'Afrique centrale dans les années 1980 avec sa recherche doctorale. Sa thèse porte ainsi sur les réfugiés burundais en Tanzanie et leur intégration politique et économique,.  
Ses travaux sur la région des Grands Lacs font l'objet de la publication de l'ouvrage Gender and Genocide in Burundi en 2008. Elle y postule que les violences génocidaires sont la conséquence d'un mélange complexe entre modernité, militarisme, ethnicité, masculinité, géopolitique globale, aide (aid) et réfugiés. Elle s'oppose en cela aux explications traditionnellement avancées pour expliquer les génocides, telles que la présence d'une haine primordiale, la rareté écologique et l'avidité. Elle propose ainsi une analyse féministe historique pour comprendre la violence, et s'appuie sur le concept de « matrice de domination » de Patricia Hill Colins. De ses travaux sur le Burundi, elle tire notamment la conclusion que pour construire la paix, il faut contester la « rhétorique politique de l'Occident » par laquelle les pays comme le Burundi sont transformés en « 'tribal basket-cases' or 'scars on the face of the earth' that the more sane and advanced world has a moral duty to correct » (« 'cause désespérée tribale' ou 'cicatrice sur la face de la terre' que le monde plus sain et plus avancé a le devoir moral de corriger »). D'après elle, la violence génocidaire ne s'explique en effet pas par des conflits ethniques mais par le caractère excluant de l’État dans la constitution duquel les anciens pouvoirs coloniaux ont joué un rôle clef en institutionnalisant les différences sociales et ethniques.  
Ses analyses sont néanmoins centrées sur les élites burundaises et non sur l'ensemble de la population. 

### Critique de l'humanitaire et de l'humanitarisme
Ses différents travaux sont critiques vis-à-vis de l'humanitarisme et des agences humanitaires, des organisations régionales et de la communauté internationale. Dans son étude sur le Burundi, elle considère que celles-ci travaillent davantage à leurs intérêts propres et contribuent au disempowerment et à la déshumanisation des citoyens burundais. 
L'ouvrage Routledge Handbook of South-South relations portant sur les relations Sud-Sud qu'elle codirige évoque la dimension coloniale de l'humanitarisme organisé et financé depuis les Nords.   

Patricia Daley analyse et critique la marchandisation de l'aide humanitaire, notamment par des marques comme Product Red.

Dans son article « Rescuing African bodies » (« Sauver les corps africains »), elle analyse le rôle des célébrités dans la marchandisation de l'humanitaire à travers des études de cas portant sur : la marque Product RED initiée par U2, la boisson Street King (en) de 50 Cent, Save Darfur Campaign, Kony 2021 et Raise Hope for the Congo and the Eastern Congo Initiative. Selon elle, l'humanitarisme participe à un processus néolibéral d'accumulation par dépossession et est fondé sur le pouvoir économique et des idéologies raciales.   

### Racisme dans les universités britanniques
Patricia Daley a participé, aux côtés de James Esson, Patricia Noxolo et Richard Baxter, à une publication portant sur les enjeux d'une décolonisation de la géographie. Ce texte fait suite et répond à la conférence annuelle de la Royal Geographical Society de 2017, ayant pour thème « Decolonising geography ». Patricia Daley dénonce aussi le racisme qui a marqué et continue de marquer le système universitaire britannique.

## Distinctions

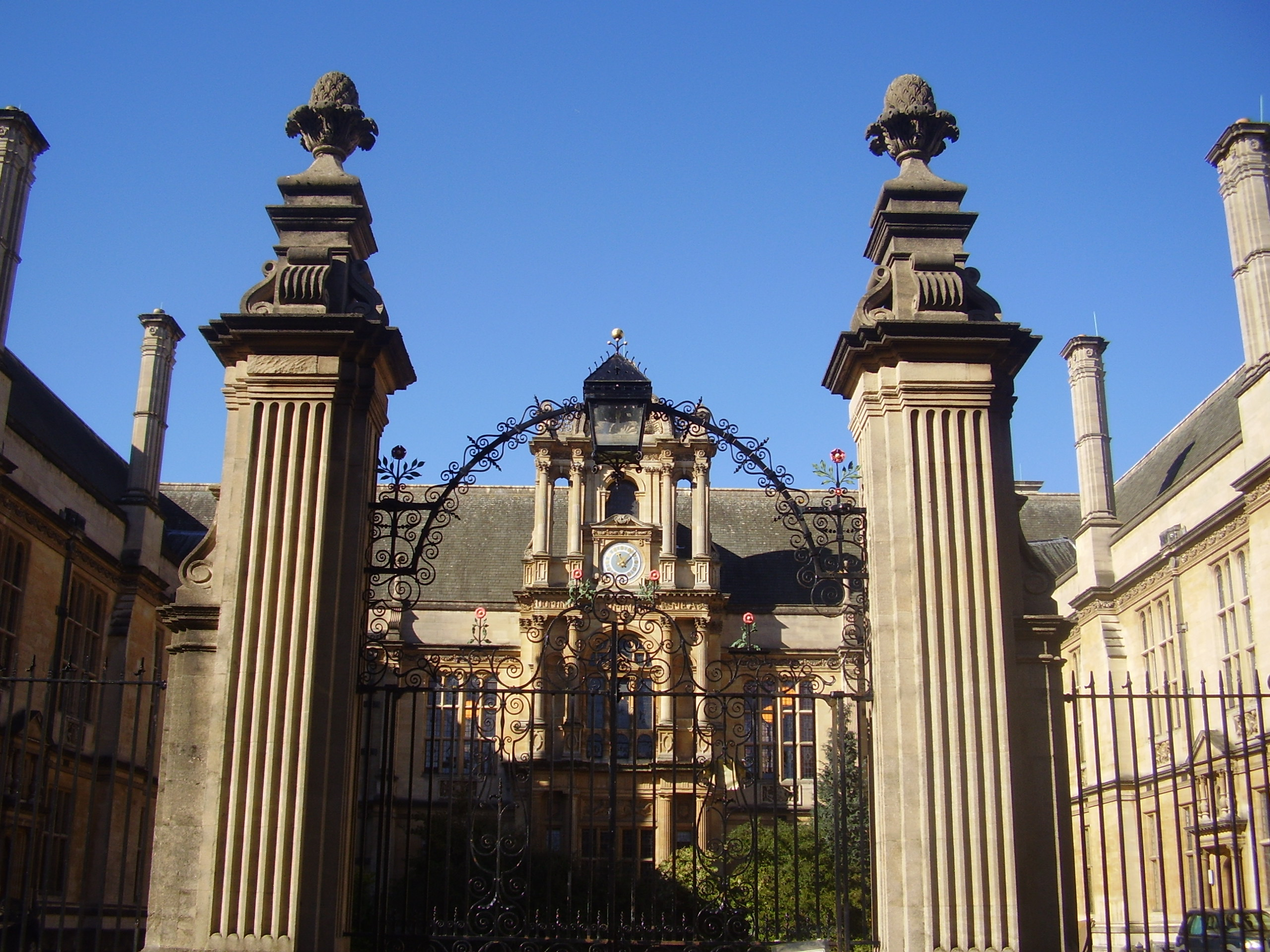
Le portrait de Patricia Daley est accroché dans l'Examination Schools de l'université d'Oxford.

En 2017, Patricia Daley fait partie des vingt-quatre personnalités choisies par l'université d'Oxford parmi le personnel et les anciens étudiants pour la réalisation de nouveaux portraits,,. Ce projet, nommé « Diversifying Portraiture project », a pour but de promouvoir une plus grande diversité dans les portraits de l'université en ajoutant davantage de femmes et de personnes appartenant à des minorités ethniques,. À la fin de l'exposition, les portraits ont vocation à être exposés dans l'Examination Schools (en) d'Oxford. Le portrait de Patricia Daley a été peint par Binny Matthews.
Patricia Daley est détentrice de la bourse Helen Morag.
Patricia Daley fait partie des cent personnes d’origine africaine ou afro-caribéenne considérées comme les plus influentes du Royaume-Uni en étant incluse dans l'édition 2021 de la Powerlist. Elle est y est à nouveau nommée en 2022 et 2023,.
En 2021 elle fait partie des seize géographes nommés fellows de l'Academy of Social Sciences.
En 2022 elle reçoit un Honorary Fellowship de la Royal Geographical Society,,.

## Principales publications

### Ouvrages
- Patricia O. Daley, Gender and genocide in Burundi: the search for spaces of peace in the Great Lakes Region, Oxford, James Currey, 2008 (ISBN 978-1847013071)
- Elena Fiddian-Qasmiyeh et Patricia Daley, Routledge handbook of South-South relations, 2019 (ISBN 1-315-62449-4, 978-1-317-22915-5 et 1-317-22915-0, OCLC 1055568341, lire en ligne)

### Articles
- (en) Patricia Daley, « Gender, Displacement and Social Reproduction: Settling Burundi Refugees in Western Tanzania », Journal of Refugee Studies, vol. 4, no 3,‎ 1991, p. 248–266 (ISSN 0951-6328 et 1471-6925, DOI 10.1093/jrs/4.3.248, lire en ligne, consulté le 5 décembre 2022)
- (en) Patricia O. Daley, « Black Africans in Great Britain: Spatial Concentration and Segregation », Urban Studies,‎ octobre 1998 (DOI 10.1080/0042098984114, lire en ligne)
- (en) Patricia Daley, « Ethnicity and political violence in Africa: The challenge to the Burundi state », Political Geography, vol. 25, no 6,‎ 1er août 2006, p. 657–679 (ISSN 0962-6298, DOI 10.1016/j.polgeo.2006.05.007, lire en ligne, consulté le 5 décembre 2022)
- (en) Patricia Daley, « Challenges to peace: conflict resolution in the great lakes region of Africa », Third World Quarterly, vol. 27, no 2,‎ mars 2006, p. 303–319 (ISSN 0143-6597 et 1360-2241, DOI 10.1080/01436590500432564, lire en ligne, consulté le 5 décembre 2022)
- (en) Patricia Daley, « The Burundi Peace Negotiations: An African Experience of Peace–making », Review of African Political Economy, vol. 34, no 112,‎ juin 2007, p. 333–352 (ISSN 0305-6244 et 1740-1720, DOI 10.1080/03056240701449729, lire en ligne, consulté le 5 décembre 2022)
- (en) Patricia Daley, « Rescuing African bodies: celebrities, consumerism and neoliberal humanitarianism », Review of African Political Economy,‎ 5 septembre 2013, p. 375-393 (DOI 10.1080/03056244.2013.816944, lire en ligne)
- (en) James Esson, Patricia Noxolo, Richard Baxter et Patricia Daley, « The 2017 RGS-IBG chair's theme: decolonising geographical knowledges, or reproducing coloniality? », Area, vol. 49, no 3,‎ septembre 2017, p. 384–388 (DOI 10.1111/area.12371, lire en ligne, consulté le 5 décembre 2022)